# Крчевљани
Крчевљани су насељено мјесто у општини Модрича, Република Српска, БиХ. Према попису становништва из 2013, у насељу је живјело 288 становника.

## Становништво
До 1981. године ово насеље је било у саставу насељеног мјеста Толиса.
| Националност       | 2013. | 1991. | 1981. | 1971. | 1961. |
| Срби               | 288   | 273   |       |       |       |
| Југословени        |       | 1     |       |       |       |
| остали и непознато |       | 8     |       |       |       |
| Укупно             | 288   | 282   |       |       |       |

| Демографија | Демографија | Демографија |
| Година      | Становника  | Становника  |
| ----------- | ----------- | ----------- |
| 1991.       | 282         |             |
| 2013.       | 288         |             |